# 폴 위의 그녀들
《폴 위의 그녀들》(영어: Strip Down, Rise Up)는 2021년 공개한 미국의 다큐멘터리 영화이다.

## 출연
- 쉐일라 켈리 - 본인 역
- 제닌 버터플라이 - 본인 역
- 에이미 본드 - 본인 역